# 앤트맨 (스콧 랭)
앤트맨(Ant-Man)은 마블 코믹스에 의해 출판된 만화 작품에 등장하는 캐릭터이다. 행크 핌에 이어 마블 유니버스에서 앤트맨을 자칭한 2번째 영웅이다. 마블 스튜디오 제작한 영화 동명의 영화에서는 폴 러드가 랭을 연기한다.

## 담당 배우

### 영화
- 앤트맨 (2015) - 폴 러드
  - 캡틴 아메리카: 시빌 워 (2016) - 폴 러드
  - 앤트맨과 와스프 (2018) - 폴 러드
  - 어벤져스: 엔드게임 (2019) - 폴 러드